# Arkéa-B&B Hôtels Continentale
Das Team Arkéa-B&B Hôtels Continentale ist ein Radsportteam aus Frankreich mit Sitz in Bruz.
Das Team wurde zur Saison 2024 als Development Team des UCI WorldTeams Arkéa-B&B Hôtels ins Leben gerufen und ist als UCI Continental Team lizenziert. Erster Sportlicher Leiter des Teams ist Maxime Bouet, der bis 2023 selbst als Radrennfahrer im Team Arkea Samsic aktiv war.
Bei Kreiz Breizh Elites 2024 erzielte Florian Dauphin den ersten Tages- und den ersten Rundfahrt-Sieg für das Team bei einem internationalen Rennen.

## Saison 2024
Mannschaft
| Teamkader 2024                    | Teamkader 2024    | Teamkader 2024 | Teamkader 2024                      |
| Name                              | Geburtsdatum      | Land           | Vorheriges Team                     |
| --------------------------------- | ----------------- | -------------- | ----------------------------------- |
| Florian Dauphin                   | 6. April 1999     | Frankreich     | Cré'actuel-Marie Morin-U22 (2023)   |
| Giosuè Epis                       | 4. März 2002      | Italien        | Zalf Euromobil Fior (2023)          |
| Jean-Loup Fayolle                 | 15. Juni 2005     | Frankreich     |                                     |
| Baptiste Gillet                   | 29. November 2004 | Frankreich     | Arkéa-Samsic (2023)                 |
| Hubert Grygowski                  | 5. Januar 2004    | Polen          | CIC U Nantes Atlantique (2023)      |
| Hugh Harvey                       | 11. Januar 2005   | Australien     |                                     |
| Lucas Janssen                     | 6. Januar 2003    | Niederlande    | BEAT Cycling Club (2023)            |
| Rémi Lelandais                    | 27. August 2002   | Frankreich     | Cross Team Legendre (2023)          |
| Léandre Lozouet                   | 3. September 2004 | Frankreich     | VC Rouen 76 (2023)                  |
| Nicolas Milesi                    | 22. Juli 2004     | Italien        | Colpack-Ballan (2023)               |
| Louis Rouland                     | 21. Oktober 2002  | Frankreich     | Bourg-en-Bresse Ain Cyclisme (2023) |
| Embret Svestad-Bårdseng           | 1. September 2002 | Norwegen       | Human Powered Health (2023)         |
| Pierre Thierry (1. Jan.–31. Aug.) | 31. Mai 2003      | Frankreich     | Morbihan-Fybolia-GOA (2023)         |
| Martin Tjøtta                     | 27. Januar 2001   | Norwegen       | Bourg-en-Bresse Ain Cyclisme (2023) |
|                                   |                   |                |                                     |
| Quelle: ProCyclingStats           |                   |                |                                     |

 Erfolge
| Siege    | Siege                              | Siege      | Siege  | Siege           | Siege |
| Datum    | Rennen                             | Staat      | Klasse | Sieger          |       |
| -------- | ---------------------------------- | ---------- | ------ | --------------- | ----- |
| 28. Jul. | Kreiz Breizh Elites, 2. Etappe     | Frankreich | 2.2    | Florian Dauphin |       |
| 29. Jul. | Kreiz Breizh Elites, Gesamtwertung | Frankreich | 2.2    | Florian Dauphin |       |

## Platzierungen in der UCI-Weltrangliste
| World Ranking | World Ranking | World Ranking           | World Ranking |
| Jahr          | Teamwertung   | Einzelwertung           |               |
| ------------- | ------------- | ----------------------- | ------------- |
| 2024          | —             | Florian Dauphin (766. ) |               |
|               |               |                         |               |
| Quelle: UCI   |               |                         |               |